# الحدية (مدينة)

تعديل مصدري - تعديل

الحدية هي مدينة ومركز مديرية الجعفرية بمحافظة ريمة اليمنية، بلغ تعداد سكانها 927 نسمة حسب الإحصاء الذي أجري عام 2004.